# Dorsa di Iperione
Segue una lista dei dorsa presenti sulla superficie di Iperione. La nomenclatura di Iperione è regolata dall'Unione Astronomica Internazionale; la lista contiene solo formazioni esogeologiche ufficialmente riconosciute da tale istituzione.
I dorsa di Iperione portano i nomi degli scopritori del satellite.

## Prospetto
| Dorsum              | Eponimo                                                            | Latitudine | Longitudine | Diametro |
| ------------------- | ------------------------------------------------------------------ | ---------- | ----------- | -------- |
| Bond-Lassell Dorsum | George Phillips Bond e William Lassell - Coscopritori di Iperione. | 48° N      | 143,5° W    | n.d.     |